# Ipomopsis arizonica
Ipomopsis arizonica är en blågullsväxtart som först beskrevs av Edward Lee Greene, och fick sitt nu gällande namn av Edgar Theodore Wherry. Ipomopsis arizonica ingår i släktet Ipomopsis och familjen blågullsväxter. Inga underarter finns listade i Catalogue of Life.

## Bildgalleri

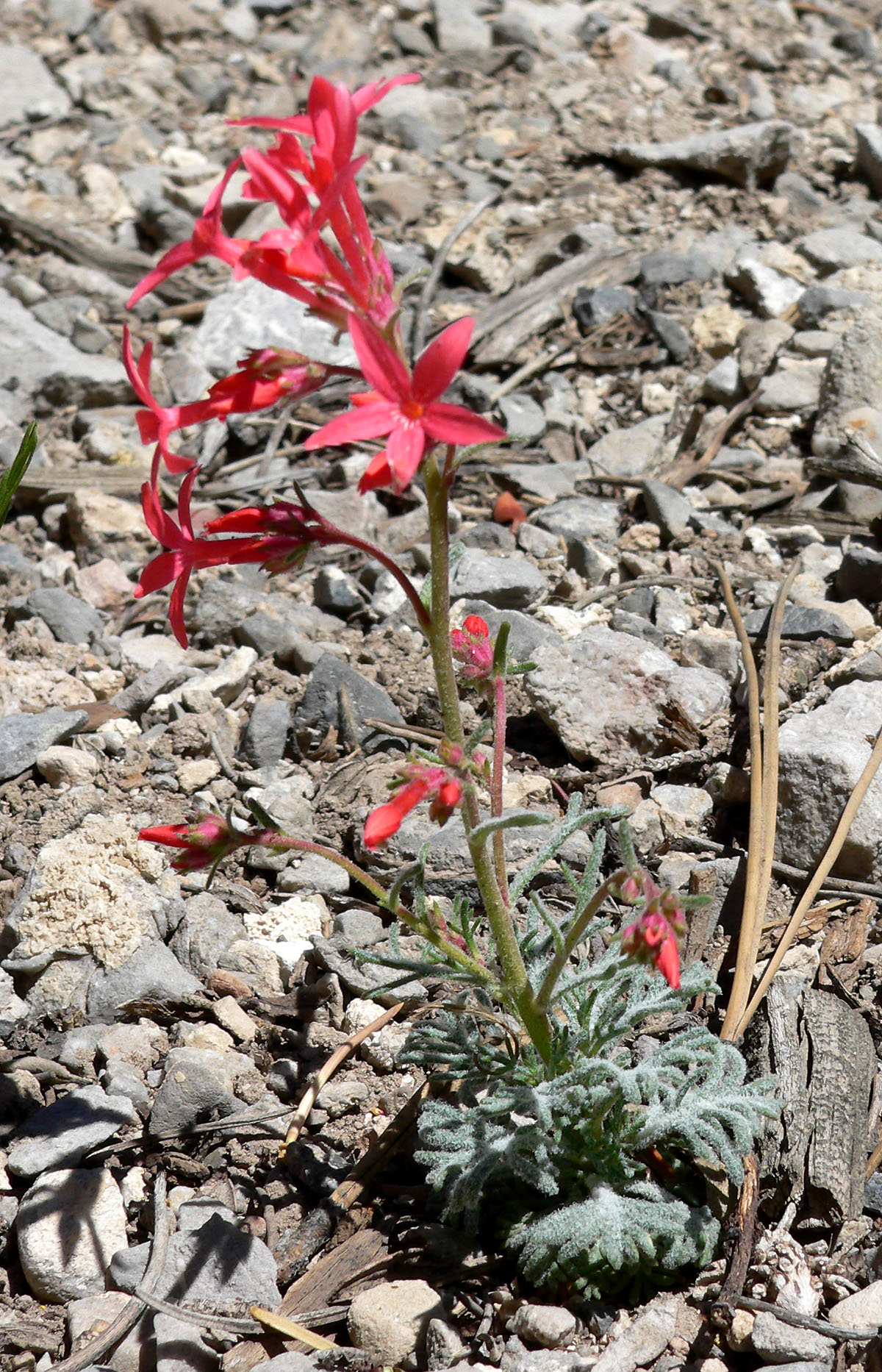
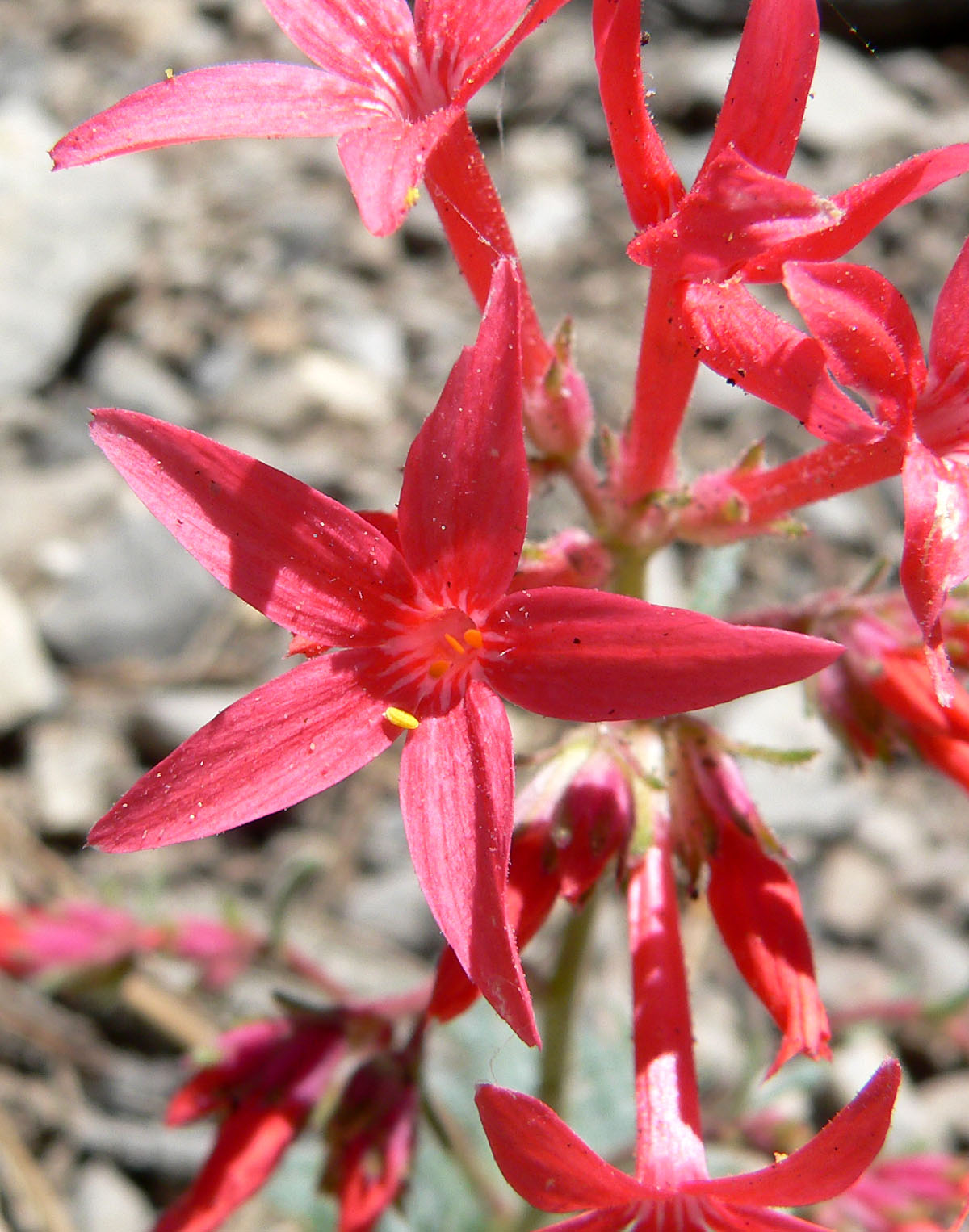
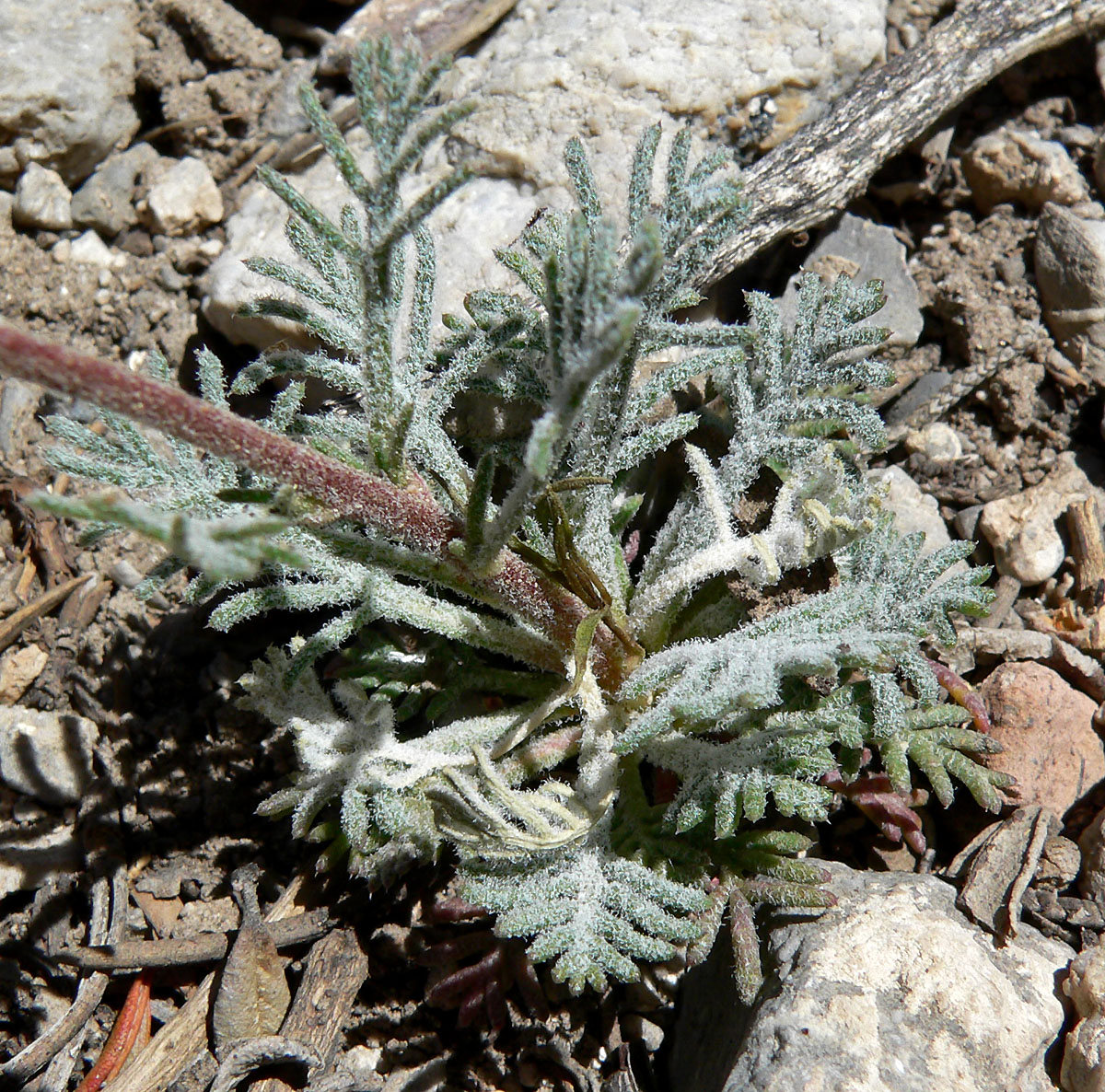
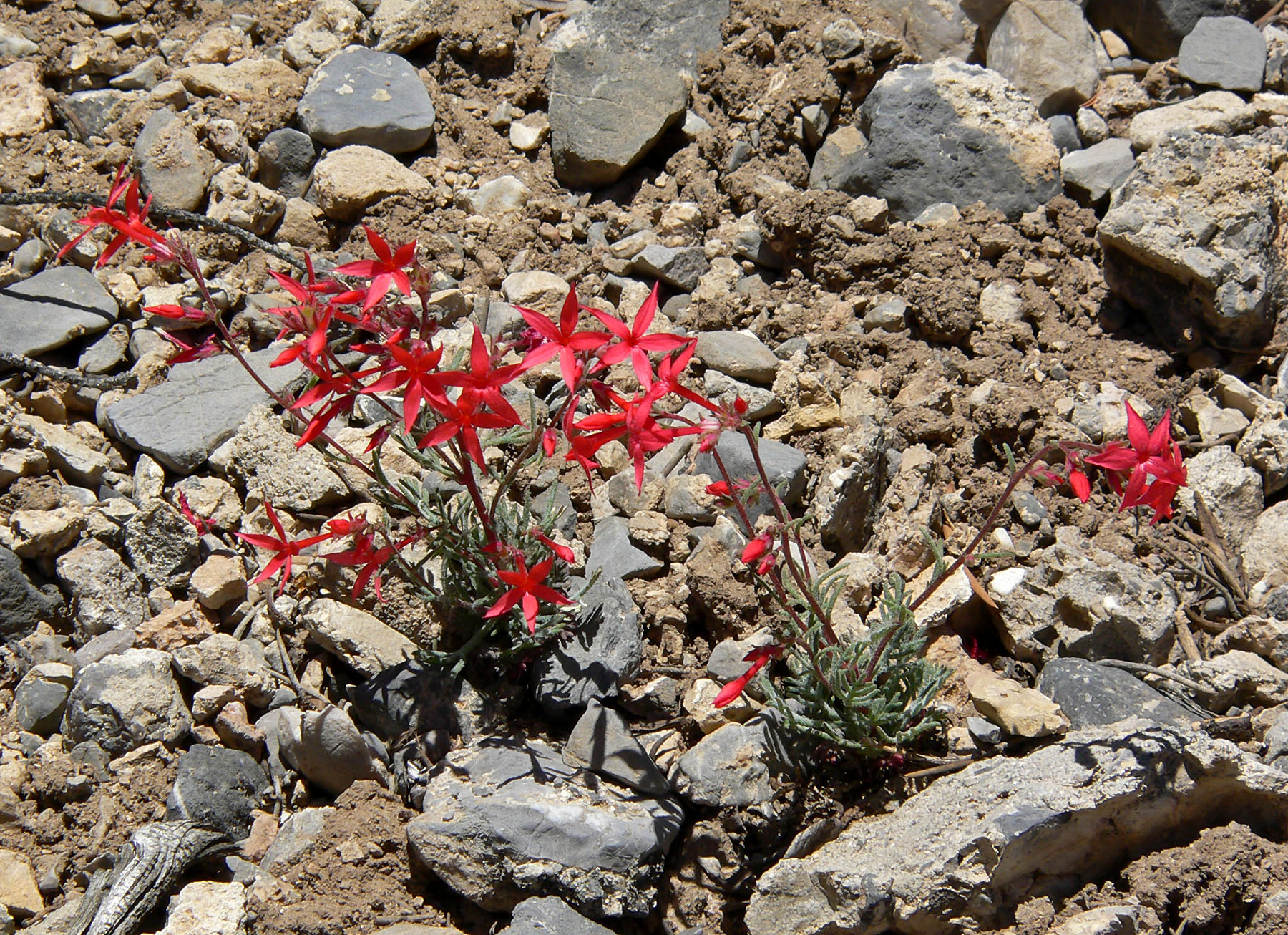
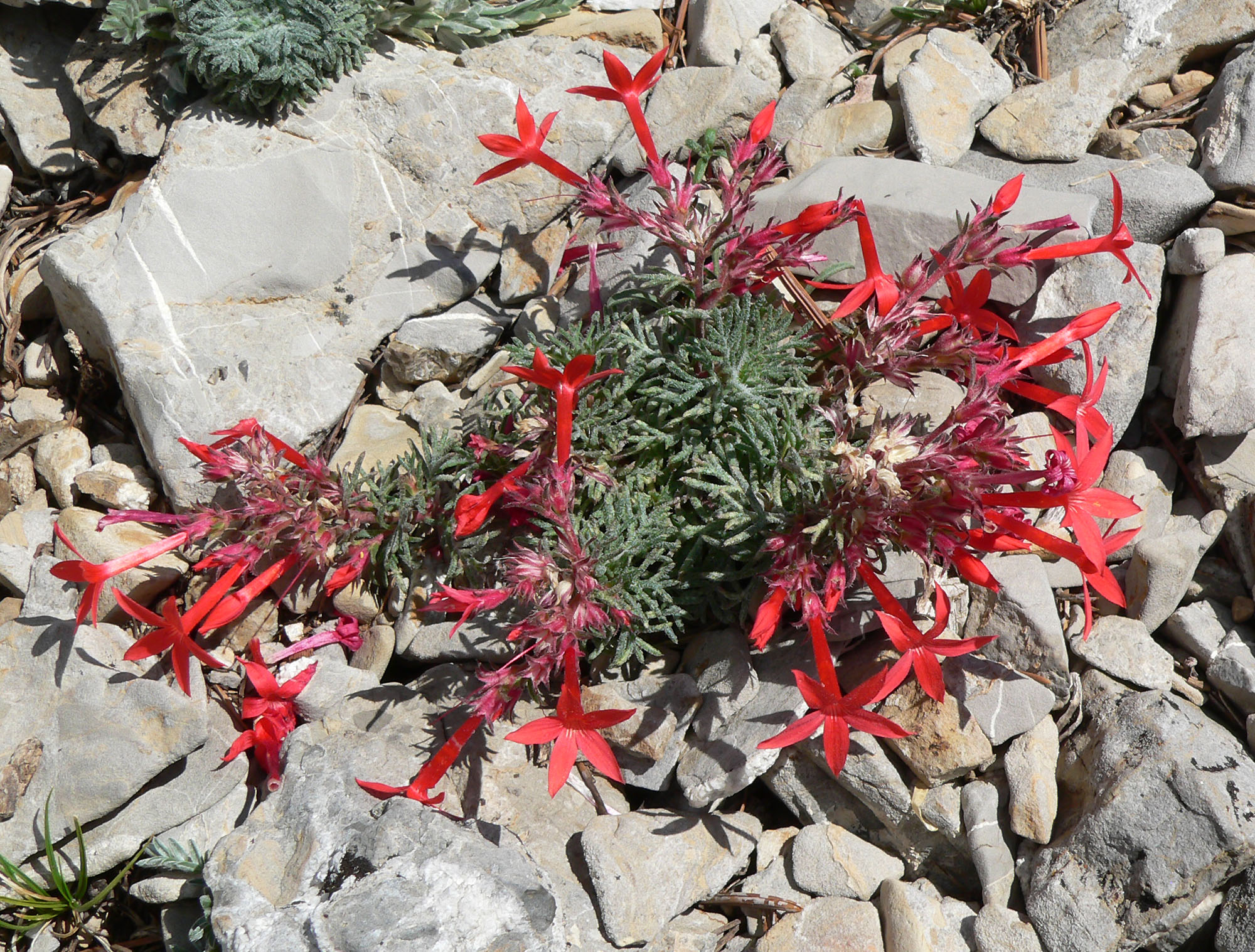